# Ибрагимов, Ринат Хисаевич
Рина́т Хиса́евич Ибраги́мов (каз. Ринат Хисаұлы Ибрагимов; род. 7 мая 1986) — казахстанский дзюдоист. Мастер спорта международного класса по дзюдо.

## Биография
Окончил факультет физической культуры и спорта Атырауского государственного университета им. Х. Досмухамедова. Тренер-преподаватель по спорту.
Завоевал серебряную медаль Чемпионата Азии по дзюдо 2008 в Чеджу (Южная Корея), уступив в финале иранцу Али Малумату. Представлял Казахстан на летних Олимпийских играх 2008 в Пекине, где проиграл в 1/16 финала будущему серебряному медалисту, южнокорейцу Ван Ги Чхуну, затем уступил в первом раунде встреч за 3-е место узбеку Шокиру Муминову. В 2009 году принял участие в чемпионате мира в Роттердаме, но уступил в схватке за бронзовую медаль, став пятым.
Участвовал на летних Олимпийских игр 2012 в Лондоне, где, как и 4 года назад, проиграл В 1/16 финала южнокорейцу Ван Ги Чхуну.
Трудовую деятельность начал преподавателем-тренером в Атырауской детско-юношеской спортивной школе № 1. Работал директором детско-юношеского клуба физической культуры «Барыс», директором ТОО "Клуб по водным видам спорта «Атырау». В 2017—2018 годах был руководителем городского отдела физической культуры и спорта города Атырау, в 2018—2022 годах — руководителем управления физической культуры и спорта Атырауской области.
В 2022—2024 годах — аким Макатского района Атырауской области. В мае 2024 года бывшая супруга акима заявила, что Ибрагимов избивал её на протяжении 11 лет и отобрал детей. Уголовное дело в отношении Рината Ибрагимова по фактам умышленного причинения средней тяжести вреда здоровью в отношении лица, находящегося в материальной или иной зависимости от виновного было рассмотрено в суде № 2 в Атырау, он был признан виновным. Приговором суда Ибрагимову было назначено 2 года ограничения свободы.